# Ferrando (cognome)
Ferrando è un cognome di lingua italiana.

## Varianti
Afferrante, Ferranda, Ferrande, Ferrandelli, Ferrandello, Ferrandi, Ferrandini, Ferrandino, Ferrandu, Ferranta, Ferrante, Ferrantelli, Ferrantello, Ferranti, Ferrantin, Ferrantini, Ferrantino, Ferrantone, Ferrentino.

## Origine e diffusione
Cognome tipicamente ligure, è tipico delle zone del genovese e dell'alessandrino. È il decimo cognome per diffusione in Liguria e nella città metropolitana di Genova.
Probabilmente deriva dal prenome Ferrante, esistente anche nella variante Ferrando, oppure da un soprannome dovuto al colore dei capelli del capostipite, tendenti verso il grigio ferro.
In Italia conta circa 1558 presenze.
La variante Ferrandi è tipica del milanese; Ferrante è prevalentemente nel Meridione; Ferrantelli è della Sicilia occidentale.. Afferrante è una variante pugliese presente nel foggiano, che vede l'aggiunta di una a prostetica tipica di molti cognomi del sud Italia.

## Persone
- Luigi Ferrando (1911-2003) – ciclista italiano
- Luigi Ferrando (1941) – vescovo italiano
- Marco Ferrando – politico italiano